# Бобровський (Сисертський міський округ)
Бобро́вський (рос. Бобровский) — селище у складі Сисертського міського округу Свердловської області.
Населення — 5247 осіб (2010, 5285 у 2002).
До 12 жовтня 2004 року селище мало статус селища міського типу.